# Somogyudvarhely
Somogyudvarhely é um município da Hungria, situado no condado de Somogy. Tem 40,42 km² de área e sua população em 2019 foi estimada em 1.005 habitantes.